# Koh Eun-byeol
Koh Eun-byeol (ur. 1995 r. w Seulu) – południowokoreańska aerobiczka, mistrzyni świata, srebrna i brązowa medalistka mistrzostw Azji.
Na mistrzostwach świata zadebiutowała w 2014 roku w Cancún. W kroku zajęła piąte miejsce, natomiast w parach mieszanych nie zdołała awansować do finału. Wraz z reprezentacją zajęła miejsce tuż za podium w klasyfikacji drużynowej. Na następnych mistrzostwach w 2016 roku w Inczon uplasowała się na piątej pozycji w rywalizacji kroków. Ponownie nie udało się jej awansować do finału w parach mieszanych. Dwa lata później w Guimarães zdobyła jedyny medal, zajmując pierwsze miejsce w zawodach tanecznych. Siódme miejsca zajęła w trójkach i grupach.
Jest uczestniczką Sejong University.